# Gildo De Stefano

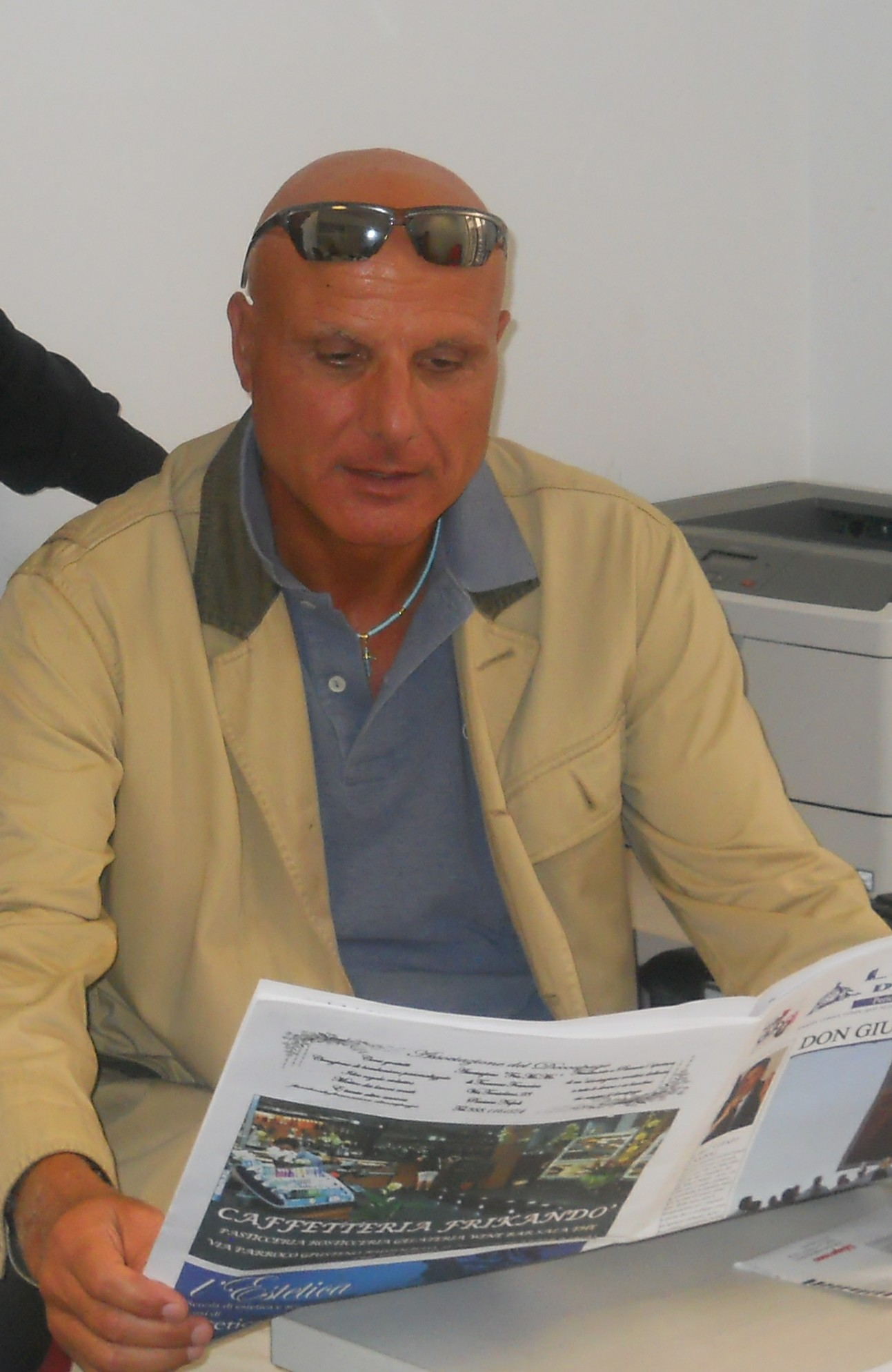
Gildo De Stefano, to work in the newspaper, Nov 2012

Ermenegildo "Gildo" De Stefano (Nápoles, Itália)  é um jornalista de música, sociólogo, crítico musical.

## Biografia
Escritor e jornalista italiano especializado em música afro-americana, sociólogo, crítico do Diário de Roma, colaborando com vários jornais, incluindo a revista italiana Classic Jazz, e diretor de arte do Festival Ragtime na Itália. Licenciado em Sociologia da Comunicação, colabora com RAI desde da década de oitenta, a qual realizou programas de jazz e publica regularmente ensaios sobre a Nuova Rivista Musicale Italiana, publicado pela RAI -  canal de televisão italiana.
Ele realiza e organiza cursos em Oficinas de Civilização Musical Africana e de Escrita Criativa em várias universidades e conservatórios italianos, como San Pietro a Majella e o Instituto Cultural do Sul em Nápoles. Ele é, certamente, o melhor especialista em Ragtime na Itália, do qual ele é o autor de duas narrativas históricas dessa modalidade de jazz únicas em italiano publicado por Marsilio Editori de Veneza e SUGARCO Edizioni de Milão, e um dos mais importantes especialistas em jazz da Itália, analisando acima deste tópico no seu requintado perfil sócioantropológico, como se mostra em seu livro de 1986, a primeira antropologia dos negros na língua italiana, mais tarde revisada e lançada em 2014, com o prefácio do grande pensador e filósofo Zygmunt Bauman.

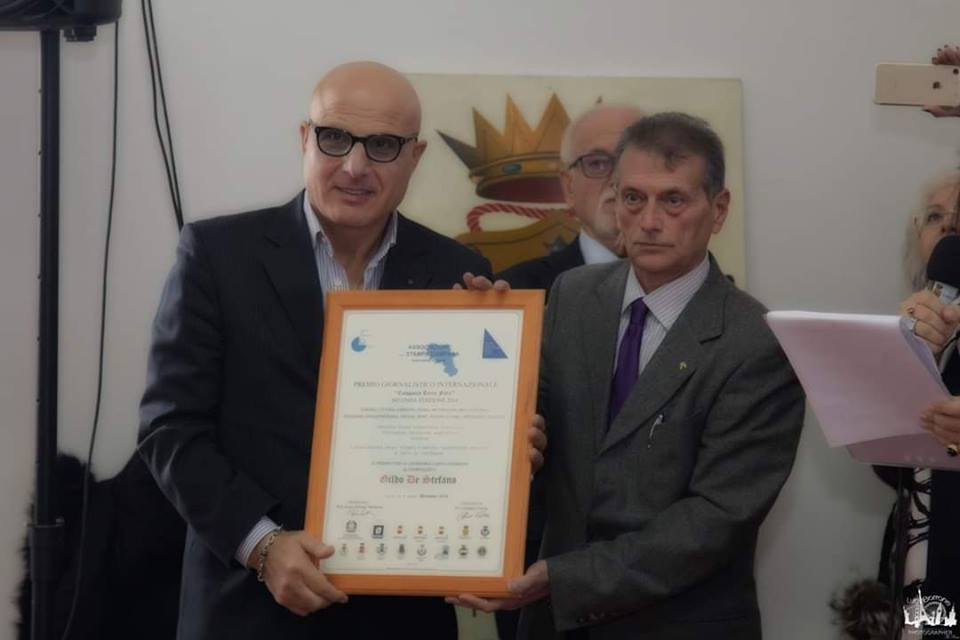
Gildo De Stefano recebe o Prêmio Internacional de Jornalismo Campania Felix do Presidente do Júri

Ele é o único autor da obra A História Do Ragtime em língua italiana em duas edições, em 1984 e 1991. Em meados da década de 1990, ganhou o prêmio nacional de jornalismo do Ministério Italiano da Infra-estrutura e Transportes, e ficou entre os finalistas do Prêmio literário Calvin, e em 2018 recebe o Prêmio Internacional de Jornalismo Campania Felix . Colabora com a Fundação para a Enciclopédia Italiana Treccani para vozes afro-americanas e outras revistas internacionais, como a canadense CODA. É membro da União Nacional de Escritores e Artistas Italianos.

## Obras

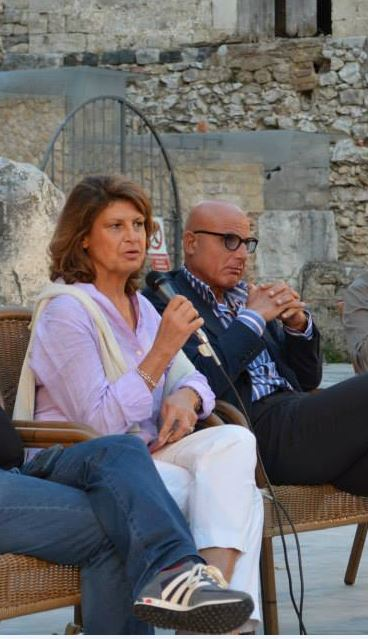
Silvia Costa, presidente da Commissão Europea Cultura e Instrução, apresenta o livro de Gildo De Stefano no Terracina Book Festival 2014

- Il canto nero (Músicas afro-americanas), Gammalibri, Milano 1982 Codice SBN RAV0126817
- Storia del Ragtime: origini, evoluzione, tecnica : 1880-1980 (História do Ragtime: origens, evolução e técnica), Marsilio, Venezia 1984 ISBN 88-317-4984-6
- Trecento anni di Jazz: 1619-1919 - le origini della Musica afroamericana tra sociologia ed antropologia (Trezentos Anos de Jazz: 1619-1919 - As origens da música afro-americana entre sociologia e antropologia), SugarCo, Milano 1986 ISBN 0195029089
- Jazz moderno': 1940-1960 : cronaca di un ventennio creativo (Crônica das duas décadas criativas), Kaos, Milano 1990 Codice SBN CFI0183648
- Frank Sinatra, Marsilio, Venezia 1991 ISBN 88-317-5510-2
- Vinicio Capossela, Lombardi Editore, Milano 1993 ISBN 88-7799-028-7
- Francesco Guccini, Lombardi Editore, Milano 1993 ISBN 88-7799-022-8
- Louis Armstrong: Mister Jazz, Edizioni Scientifiche Italiane, Napoli 1997 ISBN 88-8114-512-X
- Vesuwiev Jazz: Tracce di jazz in Campania, Edizioni Scientifiche Italiane, Napoli 1999 ISBN 88-8114-838-2
- Il popolo del Samba: la vicenda e i protagonisti della musica popolare brasiliana (O povo do samba: A  história e os personagens da música popular brasileira), Prefacio de Chico Buarque, RAI-ERI, Roma 2005 ISBN 8839713484
- Ragtime, Jazz & dintorni (Em torno do Ragtime e Jazz), Prefacio de Amiri Baraka,  Sugarco Edizioni, Milano 2007 ISBN 887198532X
- The Voice. Vita e italianità di Frank Sinatra (A voz: A vida e as raízes italianas de Frank Sinatra), Coniglio Editore, Roma 2011 ISBN 88-317-5510-2
- Una storia sociale del jazz: dai canti della schiavitù al jazz liquido (Uma história social do jazz), Prefacio di Zygmunt Bauman, Mimesis Edizioni, Milano 2014 ISBN 9788857520018
- Saudade Bossa Nova: musiche, contaminazioni e ritmi del Brasile (música, contaminações e ritmos do Brasil), Prefacio de Chico Buarque, Logisma Editore, Firenze 2017, ISBN 978-88-97530-88-6
- Frank Sinatra, l’italoamericano, LoGisma Editore, Firenze 2021, ISBN 978-88-94926-42-2
- Ballata breve di un gatto da strada - La vita e la morte di Malcolm X, prefacio di Claudio Gorlier, postfacio di Walter Mauro, supervisione di Roberto Giammanco, NUA Edizioni Brescia 2021, ISBN 978-88-31399-49-4
- Diario di un suonatore guercio, inFuga Edizioni, Aversa 2023 ISBN 9791280624352

## E-book
- Racconti partenopei - Minimalismo esistenziale all'ombra del Vesuvio (Contos de Napoli - Minimalismo Existencial na Sombra do Vesúvio), Amazon.it, Napoli 2015, ASIN: B00XMZ1HOI